# Département de Bondoukou

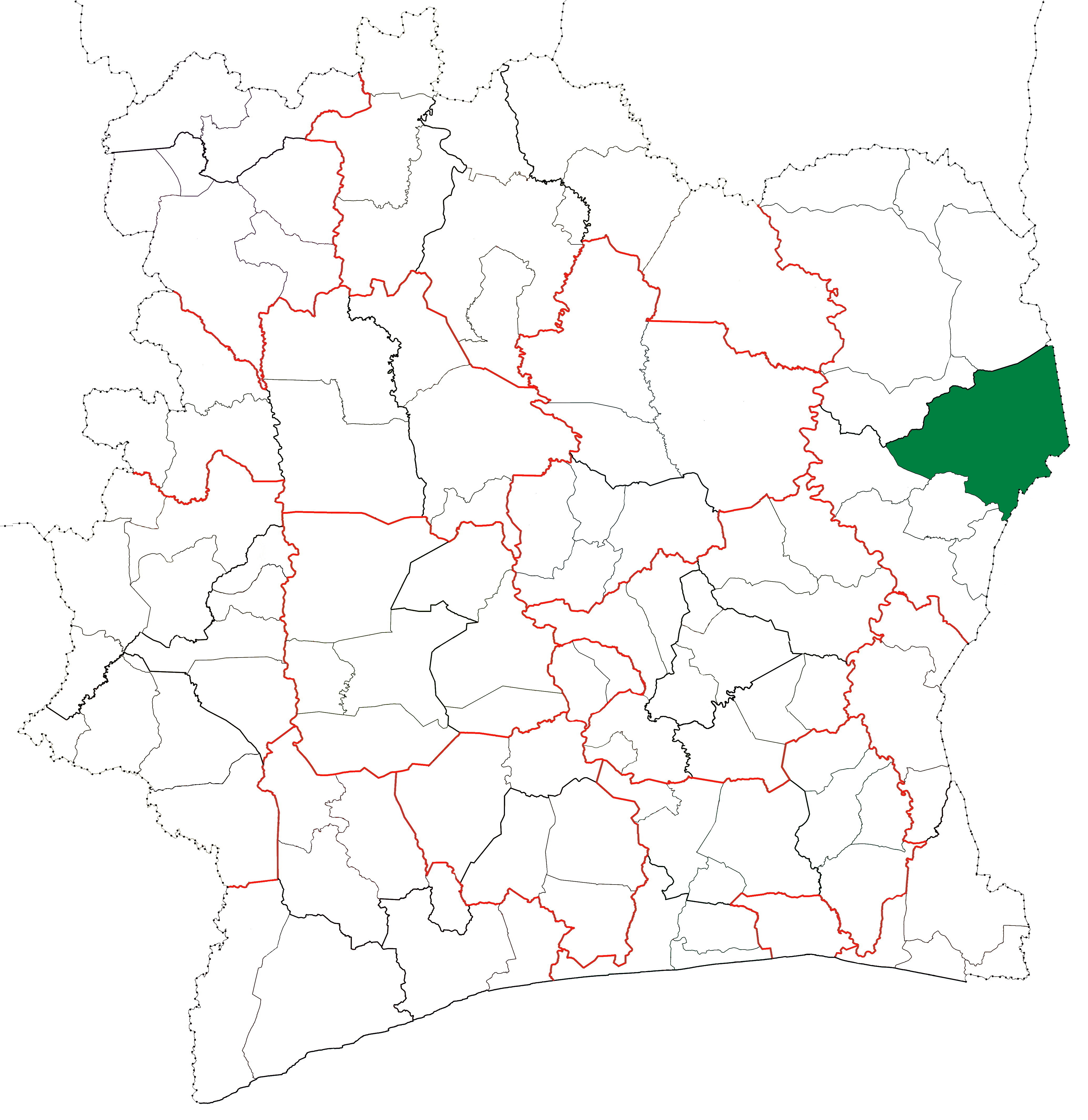
Das Département Bondoukou

Bondoukou ist eines der 58 Départements der Elfenbeinküste und liegt im Nordosten des Landes.

## Struktur
Zusammen mit den Départements Tanda und Bouna bildet Bondoukou die Region Zanzan. Dabei unterteilt sich das Département selbst in die vier Provinzen Pinango, Foumassa, Akidom und Ahinifié, mit jeweils eigenem Provinzvorstand. Der Bezirk verfügt über zwei registrierte Kommunen, zum einen Bondoukou, welche die Regionalhauptstadt ist, sowie die Kommune Sandégué, und 20 weitere kleine Kommunen. Unterpräfekturen Bondoukous sind Bondoukou (Stadt), Sorobango, Taoudi, Sandégué, Sapli-Sépingo, Laoudi-Bâ, Bondo, Yorobodi, Dimandougou, Tabagne und Gouméré.

## Geographie
Das Département Bondoukou grenzt im Norden an das Département de Bouna, im Osten an die Republik Ghana, im Süden an das Département de Tanda und im Westen an die Départements Dabakala und M’Bahiakro, von denen es durch den Fluss Comoé getrennt wird. Die Distanz zur Wirtschaftsmetropole Abidjan beträgt ungefähr 424 km.
Die Fläche Bondoukous beträgt 9972 km² mit einer Bevölkerung von 338.501 (1975 - 296.551).

### Klima und Vegetation
Die Regenzeit Bondoukous befindet sich im Juli. Die Vegetation wird durch ausgedehntes Grasland der, für das Guinea-Sudan-Areal typischen, Savanne bestimmt.

## Bevölkerung
Die Bevölkerung Bondoukous setzt sich aus unterschiedlichen ethno-kulturellen Gruppen zusammen, welche sich nach geographischen und/oder sprachlichen Ursprüngen unterscheiden. Die wichtigste ist hierbei die Ethnie der Kulango. Weitere historische Gruppen sind die Abron, Lobi, Dioula, Nafana, Dêgha und die Djimini.
In der Neuzeit kamen Einwanderer aus Ghana, Benin, Togo, Niger, Nigeria, Burkina Faso, Senegal, Mali und dem Libanon zur Population Bondoukous hinzu.

## Geschichte
Die Bevölkerung Bondoukous besteht größtenteils aus vier ethno-kulturellen Gruppen, welche zwischen dem 16. und 19. Jahrhundert in die Region einwanderten.
Im 16. Jahrhundert kam aus Regionen nördlich der Elfenbeinküste das Volk der Kulango zuerst hauptsächlich in das heutige Département Buona; später besiedelten sie das gesamte Gebiet zwischen dem Fluss Comoé und dem Fluss Volta Noire, wo sie heute den Großteil der Population stellen. Eine zweite Gruppe, die Lobi, welche wie die Kulango voltaischem Ursprungs sind, ergänzte im 19. Jahrhundert die dominante Stellung der Kulango. Aus dem Nordwesten kamen im 17. Jahrhundert die Nafana aus der Gruppe der Senufo, gefolgt von den Malinké und den Djamala, nach Bondoukou. Ihre Mitglieder waren hauptsächlich auf Goldhandel und -verarbeitung spezialisiert.
Um 1660 gründeten die Dioula (mit Ursprung im Niger) in Bondoukou ein kommerzielles, wie auch ein religiöses Zentrum, welches sie an ihre Handelsrouten zwischen dem Nigertal und dem Gebiet der Akan im Südosten anschlossen.
Aus dem Südosten wurde zwischen dem 16. und dem 17. Jahrhundert das Volk der Abron, von der Ausbreitung des Aschantireiches  nach Ghana, in die Region Bondoukous abgedrängt. Hier errichteten sie ein mächtiges Königreich, welches für seine besondere politische Organisation und militärische Stärke bekannt wurde. Von den Kulango eroberten sie dabei die Distrikte Nassian und Barabo und führten des Weiteren mehrere Überfälle auf das damalige Königreich Bouna aus.
Wie auch die Abron mussten die Angehörigen der Ethnien der Agni Bona und der Bini ein Jahrhundert später aus Ghana, auf Grund von Auseinandersetzungen mit den Aschanti, fliehen. Durch zahllose Kriege vermochten die Abron jedoch ihre Vormachtstellung über ihre Nachbarn zu sichern.
Aus dem Norden Ghanas kamen im 19. Jahrhundert schließlich die letzten Vertreter der voltaischen Kulturgruppe, die Dêgha nach Bondoukou, beziehungsweise Zanzan.
Von den ersten Siedlungen auf dem Gebiet von Bondoukou ausgehend, dehnte jede der Volksgruppen ihr Territorium weiter ins Landesinnere aus. Dies geschah hauptsächlich um neue Jagdgründe zu erschließen, Goldminen unter die eigene Kontrolle zu bringen oder um neue Pflanzungen anzulegen.

## Religion
Bondoukou ist Sitz des Bistums Bondoukou.

## Wirtschaft
Bedeutend für Bondoukou ist die Landwirtschaft, bestehend aus Ackerbau und Viehzucht. In der Region wird hauptsächlich Yams (220.000 t pro Jahr) angebaut, welches weiten Teilen der Bevölkerung als Lebensmittelgrundlage dient. Weitere Produkte sind Erdnüsse, Mais, Sorghum, Hirse, Maniok, Reis, Kaffee und Kakao.
Daneben wird auch Bergbau betrieben; hauptsächlich werden dabei Bauxit und Mangan gefördert. In Spuren lässt sich auch Gold finden.
Abgesehen von einem Sägewerk sind andere Industrieformen im Département Bondoukou quasi inexistent.

## Infrastruktur
Auf dem Gebiet des Départements Bondoukou befinden sich 244 (davon 6 private) Grundschulen, 10 (davon 6 private) weiterführende Schulen sowie eine Akademie. Die öffentlichen Sekundärschulen befinden sich in Bondoukou (Stadt), Tabagne und Sandégué.
Für das Gesundheitswesen sind ein Hospital, 52 Gesundheitszentren und vier Apotheken verzeichnet. Die Gesundheitszentren untergliedern sich hierbei in Centres de Santé Urbain (C.S.U), Centres de Santé Rurale (C.S.R), Centres de Traitement Ambulatoire (C.T.A), Infirmerie Générale, Formations Sanitaires Privées (F.S.P), Institut National de l’Hygiène Publique (INHP) und diverse Dispensaires Ruraux (Di.R.) et Urbains (Di.U.).
Einziger Flughafen des Bezirks ist der Soko Airport bei Bondoukou Stadt. Er verfügt über eine 1500 m Start- und Landebahn. (ICAO: DIBU, IATA-Code: BDK)
Von den 218 Dörfern sind 36 an das nationale Elektrizitätsnetz angeschlossen.
Im Bereich Telekommunikation ist Bondoukou an das nationale Festnetz, von CI-Télécom betrieben, angeschlossen. Das Mobilfunknetz wird von den Anbietern Orange, MTN und Moov zur Verfügung gestellt.